# 甫田乡
甫田乡，是中华人民共和国江西省九江市武宁县下辖的一个乡镇级行政单位。

## 行政区划
甫田乡下辖以下地区：
甫田村、杨廖村、外湖村、烟港村、太平山村、茶棋村和楼湖村。